# アダム・バス
アダム・ランドル・バス（Adam Randle Bass , 1981年7月31日 - ）は、アメリカ合衆国出身のプロ野球選手（投手）。

## 経歴
2003年、アリゾナ・ダイヤモンドバックスに入団。
2007年、メジャーリーグでの登板はなかったが3Aツーソン・サイドワインダーズで19試合に登板し、3勝1敗、防御率2.16と安定した成績を収めていたところを日本のスカウトの目にとまり、シーズン途中で東北楽天ゴールデンイーグルスと契約。
7月13日の対日本ハム戦で一軍初登板初先発を果たし、5回3失点ながら味方打線が2点しか取れず敗戦投手となる。次の7月18日の対西武戦、更に7月27日のオリックス戦と合わせて3試合連続KOとなり、この日の敗戦でチームも最下位に転落した。試合後、監督の野村克也から「タクシーを用意してくれ、あいつは帰りのバスには乗せない」と酷評され、翌日登録抹消された。その後シーズン閉幕間際に再昇格し、先発・救援で1試合ずつ登板したが、結局は5試合の登板で0勝3敗、防御率7.63と結果を残せず、10月30日にウェーバー公示された。
同年オフにサンディエゴ・パドレスとキャンプ招待選手としてマイナー契約を結んだ。

## プレースタイル・人物
2メートル近い長身から投げ下ろす最速150km/h近いストレートとツーシーム、スライダー、カーブ、スプリットが主な武器。
アリゾナのチームメイトからは、苗字のバスをバスフィッシングにかけて「FISH（フィッシュ）」と呼ばれていた。

## 詳細情報

### 年度別投手成績
| 年 度     | 球 団     | 登 板 | 先 発 | 完 投 | 完 封 | 無 四 球 | 勝 利 | 敗 戦 | セ 丨 ブ | ホ 丨 ル ド | 勝 率 | 打 者 | 投 球 回 | 被 安 打 | 被 本 塁 打 | 与 四 球 | 敬 遠 | 与 死 球 | 奪 三 振 | 暴 投 | ボ 丨 ク | 失 点 | 自 責 点 | 防 御 率 | W H I P |
| --------- | --------- | ----- | ----- | ----- | ----- | -------- | ----- | ----- | -------- | ----------- | ----- | ----- | -------- | -------- | ----------- | -------- | ----- | -------- | -------- | ----- | -------- | ----- | -------- | -------- | ------- |
| 2007      | 楽天      | 5     | 4     | 0     | 0     | 0        | 0     | 2     | 0        | 0           | .000  | 80    | 15.1     | 30       | 3           | 3        | 0     | 4        | 13       | 0     | 0        | 14    | 13       | 7.63     | 2.15    |
| 通算：1年 | 通算：1年 | 5     | 4     | 0     | 0     | 0        | 0     | 2     | 0        | 0           | .000  | 80    | 15.1     | 30       | 3           | 3        | 0     | 4        | 13       | 0     | 0        | 14    | 13       | 7.63     | 2.15    |

### 記録
NPB
- 初登板・初先発：2007年7月13日、対北海道日本ハムファイターズ13回戦（フルキャストスタジアム宮城）、5回3失点で敗戦投手
- 初奪三振：同上、2回表に小谷野栄一から空振り三振

### 背番号
- 50 （2007年）